# Jalen Thomas Brooks
Jalen Thomas Brooks (nacido el 11 de octubre de 2001) es un actor estadounidense. Es conocido por sus papeles recurrentes en Rebel y Animal Kingdom. Actualmente interpreta a Colton en Walker de The CW. 

## Primeros años y educación
Jalen Thomas Brooks nació el 11 de octubre de 2001. Brooks se crio en Las Vegas, Nevada, donde asistió a Liberty High School en Henderson, Nevada, y jugó baloncesto en su primer año. Sin embargo, pronto se dedicó a la actuación. Brooks comenzó a tomar clases de actuación en DreamTraxx Acting Academy en Las Vegas.

## Carrera
En 2019, Brooks hizo su debut televisivo en un episodio de Supergirl de The CW. Recién salido de un papel recurrente como Blaise en Animal Kingdom de TNT, Brooks fue elegido para el papel recurrente de Sean en Rebel de ABC el 9 de febrero de 2021. Si bien la serie duró poco, Brooks apareció en 8 de los 10 episodios. El 22 de octubre de 2021, se anunció que Brooks había sido elegido como Colton Davidson en Walker de The CW. En ese momento, Brooks acababa de terminar Rebel y estaba buscando tomarse un descanso cuando su manager lo instó a hacer una audición para Walker. Se sorprendió cuando recibió el papel y dijo: "Honestamente, fue la mejor decisión de mi vida, simplemente hacerlo". Habiendo crecido con Supernatural, el actor estaba emocionado de trabajar junto a Jared Padalecki y su compañero exalumno de Supernatural, Mitch Pileggi. Brooks había conocido brevemente a su coprotagonista de Walker, Odette Annable, cuando ambos trabajaban en Supergirl. Brooks aparecería en 20 episodios de la serie. En 2023, Brooks fue elegido para protagonizar Thanksgiving de Eli Roth.

## Filmografía

### Películas
| Año  | Título            | Papel | Notas        |
| ---- | ----------------- | ----- | ------------ |
| 2022 | 7 Minutes in Hell | Eric  | Cortometraje |
| 2023 | Thanksgiving      | Bobby |              |

### Televisión
| Año  | Título         | Papel           | Notas                      |
| ---- | -------------- | --------------- | -------------------------- |
| 2019 | Supergirl      | Simon Kirby     | Episodio: "In Plain Sight" |
| 2020 | Henry Danger   | Jack Swagger    | Episodio: "Cave the Date"  |
| 2021 | Rebel          | Sean            | Recurrente                 |
| 2021 | Animal Kingdom | Blaise          | Recurrente                 |
| 2021 | Walker         | Colton Davidson | Recurrente                 |